# نهاس ديارد
نهاس ديارد (الاسم العلمي: Harpactes diardii) هو نوع من الطيور يتبع الفصيلة النهاسية.